# 志誠張主管
《志誠張主管》、源出宋代話本，見於《京本通俗小说》，作者不詳。後經馮夢龍整理編入《警世通言》，名為《小夫人金錢贈年少》。
內容為汴梁官員王招宣因為一言不合，休棄了側室「小夫人」，「小夫人」透過媒人，嫁入了胭脂絨線鋪富商張家，媒人騙小夫人是嫁給年輕富商，孰料是嫁給年老的張士廉，受騙的小夫人憤恨不堪，看上了張家年輕俊俏的主管張勝，張勝為了避嫌，於是辭職求去。
不久張士廉犯事被抄家，小夫人帶著108顆西珠的念珠來投奔張勝，張勝拿了一些小夫人的珠子去當鋪抵押，取得資本而開店做生意，但沒有被小夫人的美色誘惑，始終待以主母之禮，後來張勝出遊，遇見了張士廉，才知原來那108顆西珠是小夫人從王招宣府上偷出來要送給張勝的，因此連累張士廉被抄家，小夫人自經而死，死後的靈魂還是完成了送珠予張勝的願望。
張勝之後贖回西珠還給王招宣，張士廉得以發回財物，再次開了胭脂絨線鋪，張士廉同情小夫人，於是請了天慶觀道士做醮超渡之。